# Смородина дикуша
Сморо́дина дику́ша (лат. Ribes dikuscha) — кустарник, вид растений рода Смородина (Ribes) семейства Крыжовниковые (Grossulariaceae). Народные названия растения — о́хта, алда́нский виногра́д.

## Ботаническое описание
Высокорослый (до 1,5 метров высотой) листопадный кустарник.
Листья крупные (шириной до 10 см), 3—5-лопастные, зелёные, голые (волоски только на жилках с нижней стороны листовой пластинки).
Цветки с беловатыми лепестками и чашеобразным гипантием, имеющим снаружи войлочное опушение, собраны по 8-12 штук в рыхлые кистевидные соцветия до 5 см длиной.
Плоды — тёмно-синие с восковым налётом ягоды диаметром 0,8—1,3 см, без запаха, вкус кислый или сладковато-кислый. Не имеют специфического «смородинового» аромата.

## Распространение и экология
Растёт по берегам рек и в лесах на северо-востоке Сибири и на Дальнем Востоке в бассейне реки Амур.

## Значение и применение
Плоды у дикуши не очень вкусные, но крупные, а плодоношение обильное. Кроме того, она зимостойка и устойчива к грибковым заболеваниям, поэтому используется в селекции с целью получения более урожайных и устойчивых к болезням и морозам сортов смородины. Несмотря на то, что плоды имеют кислый вкус, варенье из них получается вкусным и не кислым. 
Второй:
|  | В районах Сеймчана и Марково смородина-дикуша цветёт в июне, плоды созревают в конце июля — начале августа и в районах Заполярья — в середине августа. Плоды — ягоды тёмно-синие, несколько напоминающие голубику, но чуть продолговатые, собраны в кисти, очень приятны на вкус. Ягоды охотно употребляются жителями в сыром виде и идут на изготовление варенья, киселей, вина и т. д.:103 |
|  | — Георгий Стариков, «Леса Магаданской области», 1958 |

Медоносное растение. Сахаропродуктивность 100 цветков около 7 мг. Продуктивность нектара при сплошном произрастании 15—28 кг/га.